# 霍伦卡

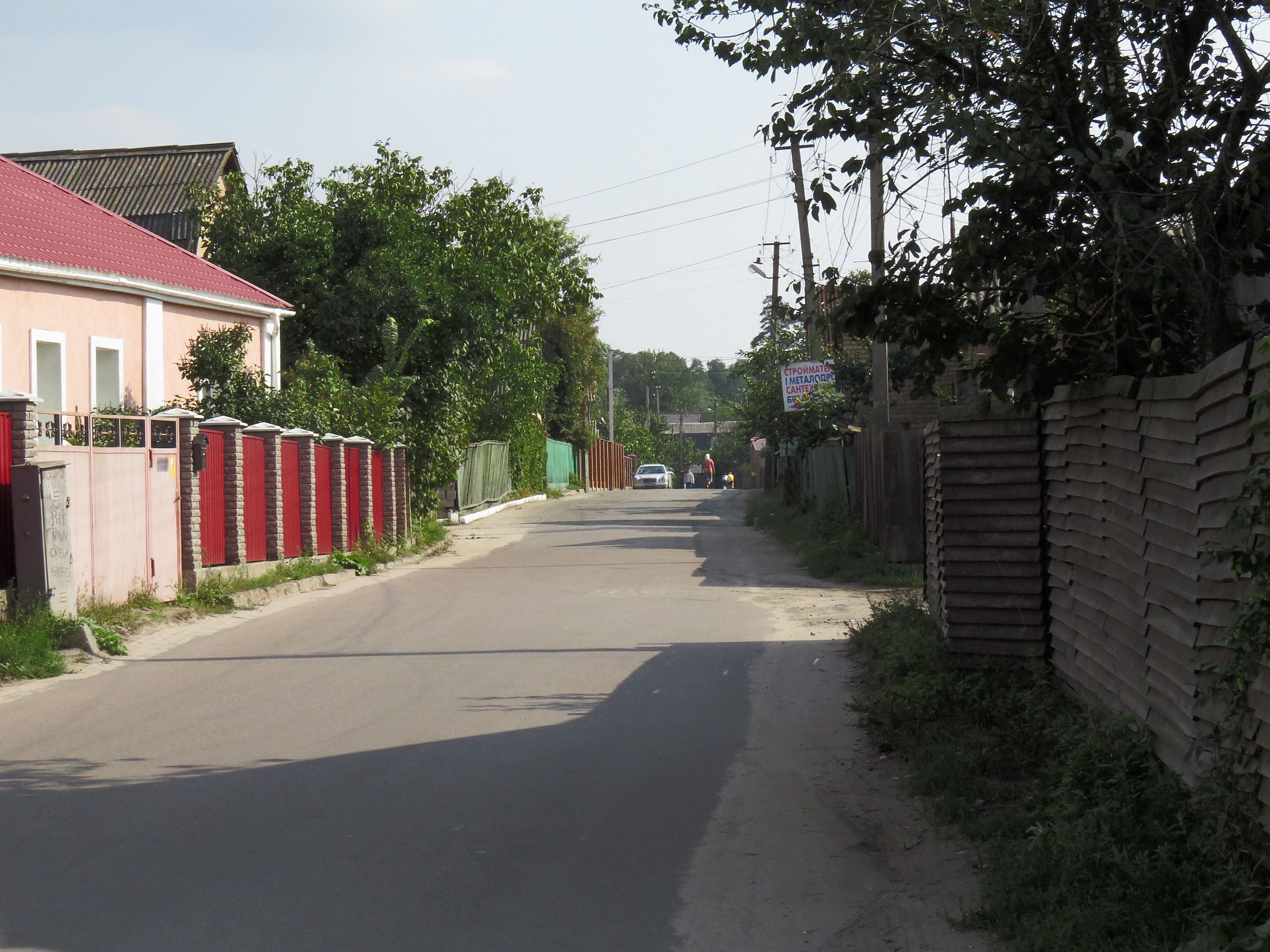
街景

霍伦卡（羅馬化：Horenka），又按俄语读音译为戈連卡（羅馬化：Gorenka），是烏克蘭中北部基輔州布恰区霍斯托梅尔市镇内的村落。始建於1552年，面積29.1平方公里，海拔高度116米，2001年人口5,358，人口密度每平方公里184.1人。